# いらかの波
『いらかの波』（いらかのなみ）は、河あきらによる日本の漫画作品。
集英社『別冊マーガレット』誌上にて1977年4月号から1980年11月号まで連載された。全40話。

## あらすじ
緑ヶ丘中学に転校してきた少年・小林渡は、常人離れしたバイタリティとその明るい性格で、クラスににぎやかな旋風を巻き起こす存在となる。学級委員の少女・江藤茜はそんな渡にうるさく注意をするものの、渡は茜に好意を持つと同時に、茜の祖父が大工の棟梁であることに関心を抱く。実は渡は小林家に迎えられたばかりの養子であり、初老の小林夫妻から惜しみない愛情を受け、渡自身も小林夫妻を敬愛していたものの、将来は死んだ実の父親と同じ大工になろうと心に決めていたのだった。裏表のない性格の渡に惹かれる内気な少女・三木なおみや、超ナルシストの生徒会長・島津亮、番長にして御曹司の西郷ひろきなど多彩な周囲の学友、先輩たちを交えながら、自分の夢に向かう渡の青春の日々が続く。

## 登場人物

### 小林家
小林渡（こばやしわたる）
本作の主人公。養子縁組される前の旧姓は、仲村。物語の冒頭で緑ヶ丘中学の2年C組に転入（やがてそのままのクラス編成で3年E組に進級）。学校では悪戯好きの明るい悪童だが頭の回転は相応に早く、世知に長けた面も披露する。細身で小柄な体格ながら俊敏、バイタリティの塊のような男子で、校内の各種スポーツでは大活躍。一方で繊細な面と意地っ張りな部分を併せ持ち、やや天然な面もある。言葉遣いは先生に対してもほとんど敬語は使わず、自分が納得できない相手などに対しては、ずけずけ物をいうことも。起床は早く、毎朝5時半に目が覚める。
未就学時に大工だった実の父親を仕事中の事故で失い、さらに母親が追って過労で他界した過去がある（作中ではほとんど回想されない）。生前、病弱だった母親からは、あやとりなど女の子向きの遊びを教えられており、手先が器用になった。母の死後は、施設・正和育成園にて成長。同施設では約30人もの児童達のリーダー格（ガキ大将）を務めて近所に悪ガキとして知られる一方、実の父親譲りの負けず嫌いの面を発揮。幼い頃から実父の後を継いでいつか大工になり、父が手がけるつもりだった赤い瓦の屋根の家を、自分も建てようと志すようになった。
物語は、渡が小林夫妻に引き取られた直後から始まっている。当初は新しい両親を気遣っておとなしい良い子を演じていたが、すぐに素の部分が露見し、本当の親子に勝るとも劣らない絆を日々ごとに深めていくが、最後まで実父の本業であった大工になる夢は手放さなかった。のちに成京工業高等学校の1年2組に進学。野球部を経て建築クラブに入部し、さらに自分の目標に向かって歩き出す。
学友の江藤茜のことが好き。誕生日は7月7日。
小林・父
集栄物産株式会社の営業部長を務める初老の男性。下の名前は「勝」。子供に恵まれず、施設・正和育成園にいた渡を養子として迎え入れた。真面目だが情感は豊かで、渡の良い父親になろうと常に心を砕く優しい人物。妻のことは「あなた」と呼ぶ。最初は渡が自分を「おじさん」、妻を「おばさん」と呼ぶことを気にしていたが、やがて息子の方から自発的に「おとうさん」「おかあさん」と呼ばれて大感激した。息子を大事に思うゆえ、渡には大学まで進学し、自分の会社に入って欲しいと強く願っていたが、最終的には息子の真意を認めて応援するようになる。渡といっしょに料理を作るのが楽しみ。本作の題名である「いらかの波」の意味は、端午の節句の際に彼が渡に教えた。夫婦そろって、猫が大の苦手。
小林・母
夫と同年代の初老の婦人。夫以上に温和で優しい性格で、渡の良き母親である。夫と息子の仲が軽くこじれた際には、巧妙な解決策を示す如才無い面もある。なかなか他人の名前を覚えられない一方、観察力に優れており、渡が当初自宅でネコをかぶっていることを最初に看破。その事実を認めた上で、自然な態度でいるよう息子に優しく諭した。巻き寿司などの家庭料理が得意で、茜の母に教えたこともある。

### 江藤家
江藤茜（えとうあかね）
本作のヒロイン。ショートカットのボーイッシュな少女で、緑ヶ丘中学における渡の同級生で学級委員。真面目だが勝ち気で、口より先に手が出るタイプ。スレンダーかつ愛らしい容姿で、好意を寄せる男子も多い反面、その性格から一部の男子からは敬遠されている。同性からも人気があり、バレンタインデーには女子からたくさんチョコをもらっていた。左利き。将来の夢に強い思いをはせており、カメラマンを志したこともあったが、のちには記者を目指して速記を学んでいた。中学1年生の時はバレーボール部に所属。
中学時代の渡とは、彼が仕掛ける子供っぽいいたずらを注意する関係が基本。彼の境遇を初めて知った時には同情と反省の感を抱いたが、すぐに普段通りのケンカ友達の関係に戻った。高校は渡とは別の学校に進学したが、以降も同じ関係を続けている。作中、渡の茜への好意は屈託なく描かれているが、彼女の方が渡をどんなふうに思っているかの描写は最後まで間接的で微妙であり、ふたりの関係は恋人までは行かずに終わっている。
茜の祖父
大工の棟梁を務める職人気質の頑固な老人。腕は確かで評判も良く、多くの弟子入り志願者が登場する。仕事場に出入りする渡を当初はややうるさがっていたが、酒を飲むと気難しい性格が豹変、大声で笑い、未成年の渡に酒をつきあわせたり、渡の弟子入りを安請け合いしたりする。しかし素面の時は、渡の弟子志願に対して終始、一歩距離をとった大人の態度をとっている。渡の仕事への気軽な姿勢を厳しく注意したこともある。
茜の父
江藤家の娘婿。おだやかでやや気弱。小太り。肉体労働に向いていないと自認するため、父親の後を継がずに不動産業の事務職として働くサラリーマン。父（茜の祖父）からは面白くない男と言われている。
茜の母
そそっかしいところもあるが元気で陽性な性格の女性。初めて渡が江藤家を訪れる以前から、その存在は茜からクラスに現れた妙な転入生として噂を聞かされており、一度会ってみたいものだと関心を抱いていた。当人と会った際には、娘と渡が外見的によく似ていると指摘。以降は渡の強烈なバイタリティぶりに好感を抱き、娘のボーイフレンドとして自宅への出入りを歓迎している。娘の背中をおせっかいに押すことも多い。渡が茜の母に、死んだ母の面影を感じていた場面もある。

### 島津家
島津亮（しまづりょう）
渡の隣家（互いの部屋は窓越しに向き合っている）の一人息子、学年は渡の一つ上。緑ヶ丘中学では生徒会長を務める成績優秀、品行方正、クールな性格の美少年だが、腹黒さを秘めたナルシストの面もある。隣の小林家に渡が来てからは渡に引っ掻き回されっぱなしで、常に渡に気をつけるようにしており、渡に無視されると逆に驚いたりしている。本作では最大級のコメディリリーフ的な役回り。中学の生徒会長をやめてからは渡に「もと生徒会長」と呼ばれている。のちに名門の白星（はくじょう）学園の高等部に進学。
島津麗子（しまづれいこ）
亮の母親。旧姓は星川。20年ほど前には、本名で雑誌「少女の友」などのグラビアを飾った大人気の美少女モデルだったが、16年前に引退。当時の雑誌編集長だった今の夫と結ばれ、亮をもうけた。亮の美貌は彼女のそれを受け継いでいる。少女時代は名門・聖純女学院に首席で入学した秀才でもあった。息子を「亮さん」と呼んでいつも気遣っている。亮が男子生徒からラブレターをもらって以来、茜を息子のガールフレンドにしようと画策している。
亮の父
美貌の麗子と現在もベタベタに愛し合う夫。彼女の周辺にかつてのファンだった男性が現れると、今でももの凄いやきもちを焼く。亮とは普通の親子として仲が良いが、息子の裏の顔は知らない様子。現在の職業は、大手出版社の重役。

### 緑ヶ丘中学校の関係者
久米健（くめたけし）
2年C組の担任を務める男性教師で、口髭がトレードマークの熱血漢。担当教科は数学。まだ若く、のちに同僚の太田先生と結ばれる。バスケットボール部の顧問。渡のイタズラや無軌道ぶりに最も手を焼いた人物の一人で、彼を同名の漫画の主人公「少年ケニヤ」と呼ぶ。独身時代に同居していた家族は、初老の母親。
太田（おおた）先生
久米先生の同僚の女性教師で、テニス部の顧問。久米先生とはひそかに親しい間柄にある。真面目かつ照れ屋で、渡たちによく久米先生との仲をからわかれていたが、部活動の規律を守るために厳しい表情を見せることもあった。渡たちの2年生の冬休みの時期に久米先生と結婚。少しのちに退職して専業主婦になり、やがて長女・友子をもうける。
三木なおみ（みきなおみ）
2年C組の女子で、茜の友人。背が低くかなり幼い容姿。女子としかしゃべらず、自己嫌悪を抱くほどの内気ですぐ泣くが、渡に一目ぼれに近い感情（初恋）を抱き、己の中で勝手に美化。思いを募らせていく。だが一方で渡と茜の仲が良いのを敏感に察して、ショックを受ける。のちに自分に好意を抱いた西郷ひろきに心を傾けていく。
木内正実（きうちまさみ）
2年C組の男子で、渡の友人。茜と同じ学級委員でもある。小西とは当初は犬猿の仲であったが渡の出現が緩衝材となりやがてはケンカ友達ともいえるいい関係に変化、渡と合わせて3バカトリオと久米先生から呼ばれるようになる。学年でもトップクラスの秀才だが、修学旅行の際には渡や小西ともにハメを外すことも厭わない気の置けない友人。やがて亮の後任の生徒会長にもなるが、強烈な個性の亮に対して、自分のキャラクターの弱さを自覚している。のちには白星学園に進学。
小西悟朗（こにしごろう）
2年C組の男子で、渡と木内の友人。野球部で捕手を務める体育会系の少年で、気性はさわやか。実家は酒屋「こにし酒店」を経営。当人もゆくゆくは店を継いでスーパーマーケットにまで拡大しようと考え、放課後は商売を手伝っている。それゆえ経営者となるべくレベルの高い開明商業高校への進学を志し、猛勉強の末に合格した。家族は両親と、小学生（のちに中学生）の妹の弘子。物語の中盤で、転入生の宮本道子に好意を抱く。
根岸（ねぎし）
2年C組の男子で茜からは「ネズミ」と呼ばれる小心にして小ずるい少年。クラス内に友人は少なく、西郷グループに取り入ろうとするが上手くいかず、やがてその西郷をも裏切り、高校生の不良仲間と付き合うようになっていく。
今居（いまい）
2年E組の男子。（文庫版では「居枚」になっている）下の名は「鉄人」。亮が生徒会長の時期に副会長を務める。次期生徒会長選挙では木内と争って敗れたが、成績はその木内を追い抜くほどの秀才。茜に好意を抱いており、数回、美術展などのデートに誘うことにも成功するが、茜と渡のごく自然な絆を目の辺りにして勝ち目が全く無いと気付き、自分の方から別れの手紙を残して去っていく。中学卒業後は、白星学園に進学。
宮本道子（みやもとみちこ）
物語中盤で、渡たちが進級した3年E組に転入してきた少女。愛称はミッチ。非常な美少女でたちまち校内中の男子の注目の的になる一方、同性に対しても飾らない性格ゆえ、すぐに茜やなおみの友人になる。校内では積極的にボーイフレンドを探しており、渡に興味を抱く。しかし渡が茜一途のために失恋。その傷みを経て、自分に告白してきた小西に気持ちを傾ける。家族は地理の教師の兄のみで、渡の優しそうな両親を見て羨ましがったこともあった。
西郷ひろき（さいごうひろき）
亮と同じ3年A組に在籍。眼鏡をかけた体格の良い男子で、事実上の番長（ただし当人はある事情から「長」のつく呼び名を嫌っている）。西郷グループと呼ばれる同学年および下級生たちの取り巻きを従えている。カリスマ性で生徒の支持を集める亮に対抗する、もう一つの校内勢力のリーダーでもある。何かと目立つ渡に対して当初は敵対的に振る舞うがペースを乱されるうちにシンパシーを持つようになり、ついには友人となる。また、下級生のなおみに一目ぼれし、やがて意外に純情な面が相手に伝わって相思相愛の仲となる。父親は、小林・父の取引相手でもある人物。ひろき当人は、のちに三陵高校に進学した。

### 成京工業高等学校の関係者
浅野紳一（あさのしんいち）
渡の高校における一番の親友。真面目で理知的な性格で、茜や亮から「渡の友達と思えないほどマトモ」と驚かれている。ナルシストの亮が驚いたほど顔立ちもよく、いつも同級生の吉沢明美からアタックされている。成績は優秀だが国語は苦手。建築の設計士志望で、クラブは美術部を選択。不動産業を営む父親とそりが合わず、しょっちゅう喧嘩をし、何度か家を出ようとしたが、渡にたしなめられ、そののち渡が小林家の養子であることを知った。
吉沢明美（よしざわあけみ）
渡と浅野のクラスメートの女子。本作後半の高校編では茜と並んで女子キャラクターとしては中心的存在。明るくさばけて行動的。誰とでも仲良くなっているが、工業高校が男子前提であるのに不満を表明したりもする。クラブは本来は柔道部を希望していたが、男子ばかりなので、やむなく茶道部に入部。のち、渡の属する建築クラブに入る。入学してからずっと浅野が好きで、いつも露骨なモーションをかけている。
浅野梨枝（あさのりえ）
浅野の従姉で、野球部のマネージャーを務める上級生。美人で気だてがよく、野球部のみならず人気がある。学内のマドンナ的存在。
神馬（じんま）
野球部のキャプテン。渡が野球部に一時的に入部した際、主将だった。
片桐（かたぎり）
野球部の二年生。一塁手だが、投手としても活躍できる実力者。その一方で腹黒く、事実上野球部を支配して梨枝に色目を使っていたが、一時的に入部した渡にペースを乱される。
青木（あおき）先生
渡たちのクラスの担任教師。万事に覇気がない人物。出費をいちいちメモするのでついたあだ名はカケイボ。
西村（にしむら）先生
まだ若い教師だが、生徒を導く明確な考えをもっている。建築士の資格を持っていて青木の家を設計。施工を茜の祖父に頼んださいに生徒たちに手伝わさせてほしいと頼んだ。

### 白星学園高等部の関係者
小林克樹（こばやしかつき）
渡の父の弟・健（たけし）とその妻・佳江（よしえ）の息子。年齢は渡と同じで、養子になった渡とは従兄弟の間柄になる。父親の仕事の関係でアメリカに長く住んでいたが、先日一家揃って帰国。亮の一つ下の後輩として白星学園に入学し、木内や今居とは同学年になった。クラブは亮と同じ英検に入部。オカッパ頭に眼鏡の容姿で、両親に良く似たエリート意識の強い嫌味な性格。渡、西郷たち出会う者全員に憎まれ口を叩き、最終的には同じく自意識の強い亮を特にライバル視するようになる。ひょんなことから西田尚子（後述）に一目ぼれしてしまう。
マムシのお狂（きょう）
3年生のスケバンで、西田尚子（後述）のライバル格。本名は不明で、袖をまくった二の腕にサインペンでトレードマークの、とぐろを巻いた蛇のイラストを描いている。入学当初から亮の美貌に目をつけており、モノにしようと狙っていたため、いきなり現れた尚子と亮を採りあうことになった。亮に怪しい噂が立ってもひるまず、少年愛の関係に美学を感じて喜ぶ。
前生徒会長
本名不明。ボーイズラブの噂が立った亮に対して、それなら自分こそと告白してきた上級生の男子生徒で、渡の仲介を得て亮に接近しようとした。亮は嫌がって逃げ回っていたが、当人が卒業した後も思いもかけぬ手段で奇襲をかけてくる。

### その他
トコ
昭和育成園にいる少女で、同施設にいた時分の渡の妹分の一人。まだ幼い児童だが、ませていて以前は渡のコンヤク者を自認。のちにコンヤク相手を亮に乗り換える。
西田尚子（にしだなおこ）
聖純女学院3年生のスケバンで、通称「たたりの尚」。手下の女子数人を従えた不良娘だが、亮の美貌に一目ぼれ。ストーカーまがいの行為を繰り返したのち、麗子の後輩という事実を口実に島津家にまでおしかけてくる。だが成り行きから、亮と渡が怪しい関係だと誤解。以降は亮に対して軽蔑の視線を注ぐようになる。

## 書誌
単行本はマーガレットコミックスから発売され、全10巻。連載終了後、講談社からKCスペシャル版が全5巻、集英社から文庫版が全5巻がそれぞれ発売された。